# Dad Brook
Der Dad Brook ist ein Wasserlauf in Oxfordshire, England. Er entsteht westlich von Dinton und fließt in westlicher Richtung bis zu seiner Mündung in den River Thame.